# 聖克魯斯勇士
聖克魯斯勇士（英語：Santa Cruz Warriors），是一支位於美國加州聖克魯斯的NBA G联盟籃球隊，分屬於发展联盟的西部賽區，主場為Kaiser Permanente Arena。在2014-15賽季，勇士贏得了自2007年以來的首個D聯賽冠軍。

## 球隊紀錄
| 2020-21 |
|         |